# اولد فورت (اوهایو)
اولد فورت (به انگلیسی: Old Fort) یک منطقهٔ مسکونی در ایالات متحده آمریکا است که در شهرستان سنکا، اوهایو واقع شده‌است.